# テレーズ・ペルティエ

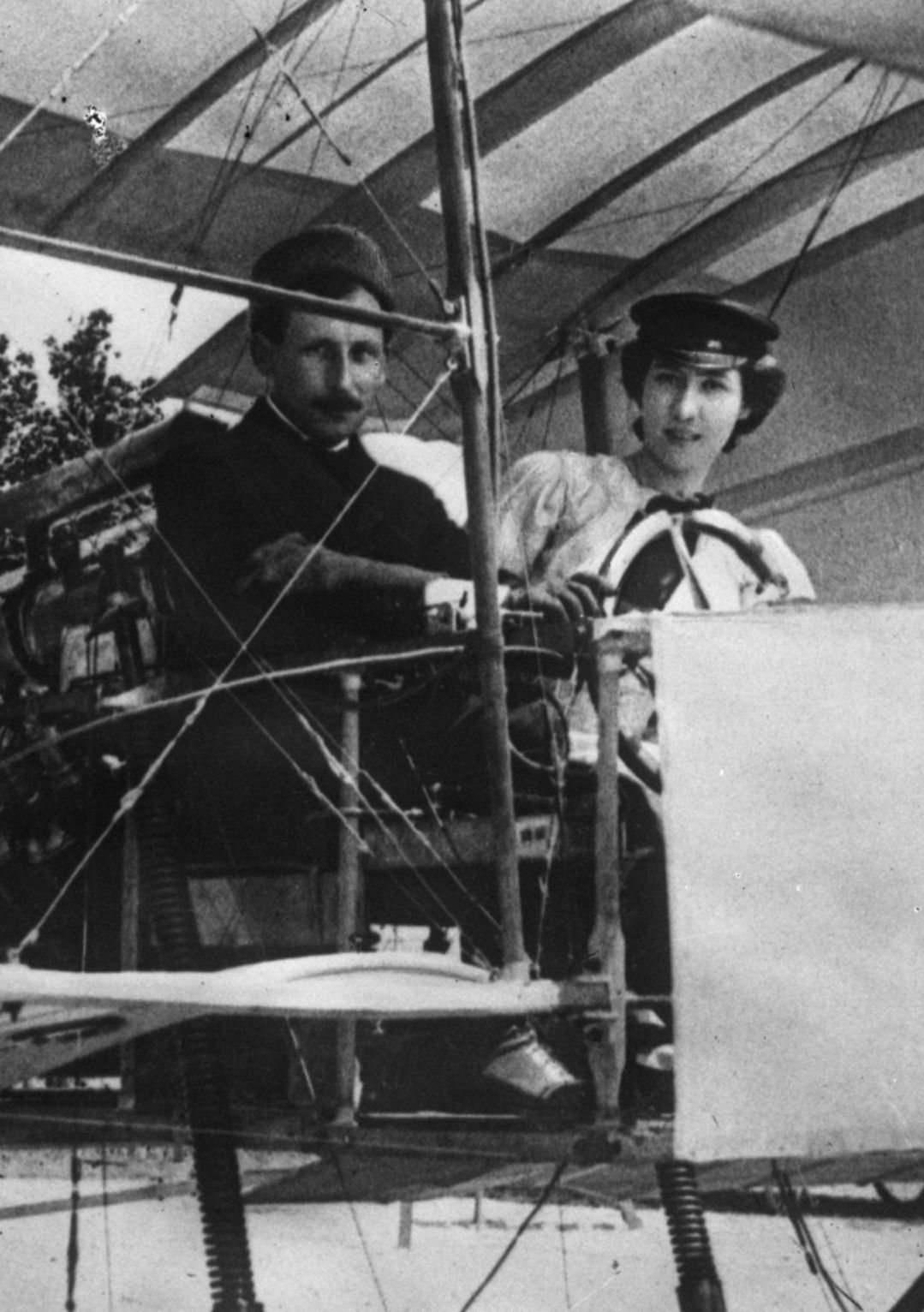
ドラグランジュとペルティエ（1908）

テレーズ・ペルティエ（Therese Peltier 、1873年 - 1926年）は、フランスの版画家、女性パイロットである。1908年にレオン・ドラグランジュの操縦する飛行機に女性として最初に同乗して飛行したとされる。
同じ版画家で航空の先駆者の一人であるレオン・ドラグランジュの友人で、1908年7月8日、トリノで、レオン・ドラグランジュの操縦する飛行機に同乗して200mの飛行したのが女性の最初の同乗飛行であったとされるが、アンリ・ファルマンは、5月の末に、ベルギーのヘントで、Mlle P. Van Pottelsbergheという女性を同乗させて飛行したと主張している。イタリアではペルティエは軍の演習所で2.5mの高度で200mの単独飛行を行なったことが、1908年9月27日のイタリアの週刊誌、L'Illustrazione Italianaに報じられた。パイロット・ライセンスを取ることはなかった。
1910年1月にドラグランジュが航空事故で死亡すると、ペルティエは航空の世界から去った。